# Orangeville (Kanada)
Orangeville to miejscowość (ang. town) w Kanadzie, w prowincji Ontario, w hrabstwie Dufferin.
Powierzchnia Orangeville to 15,57 km².
Według danych spisu powszechnego z roku 2001 Orangeville liczy 25 248 mieszkańców.
Z Orangeville pochodzi zapaśnik Adam Copeland, znany bardziej jako Edge.